# Nanda Vigo
Fernanda Vigo, conocida como Nanda Vigo  (Milán, 14 de noviembre de 1936-Milán, 16 de mayo de 2020), fue una diseñadora italiana. 

## Biografía

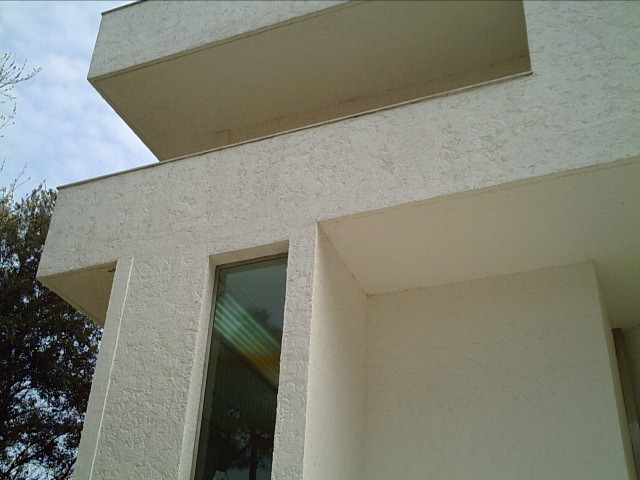
"Museo Alternativo Remo Brindisi", exterior

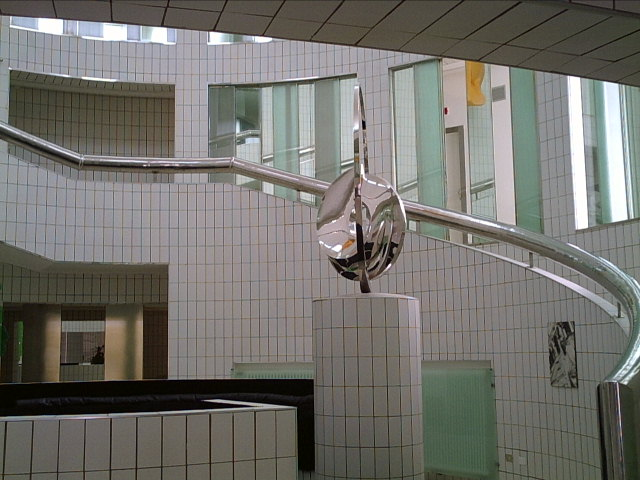
"Museo Alternativo Remo Brindisi", interior

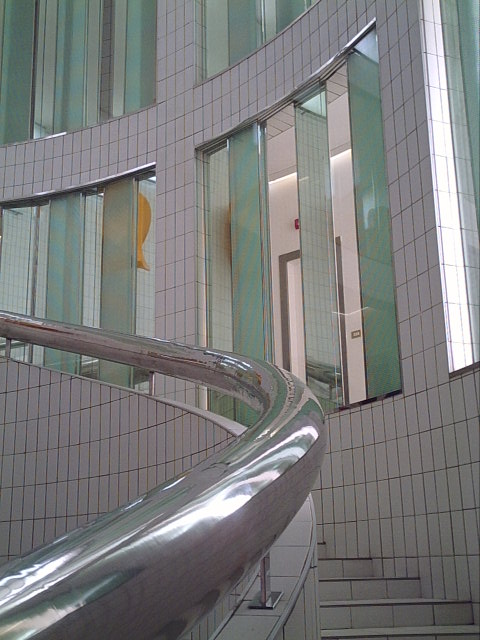
"Museo Alternativo Remo Brindisi", interior

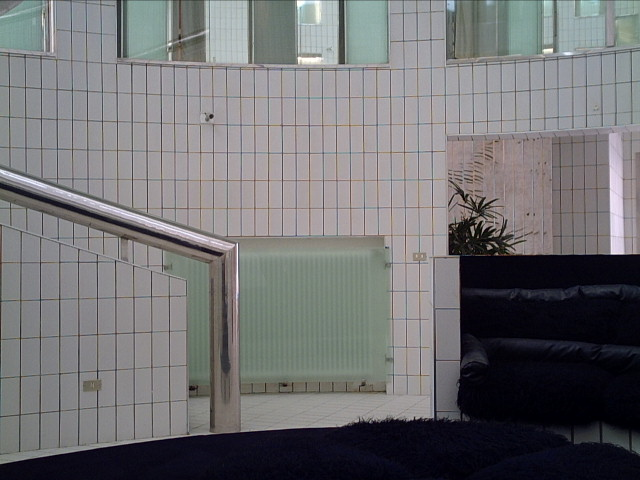
"Museo Alternativo Remo Brindisi", interior

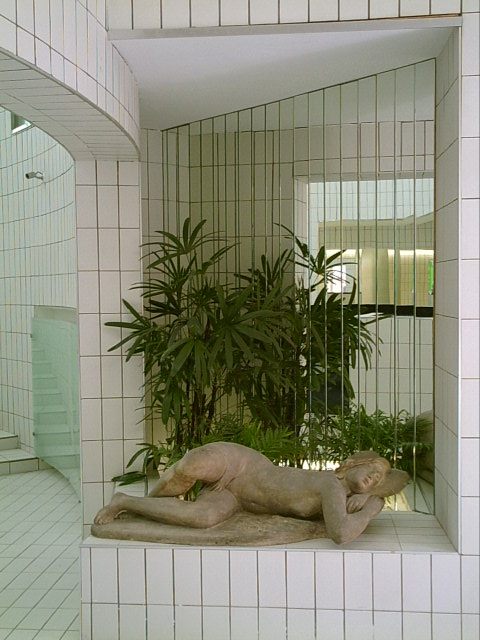
"Museo Alternativo Remo Brindisi", interior

Según la genealogía que ella misma escribió, por parte materna descendía de artistas, como Cesare Carnesecchi Coppini, coreógrafo y director de la escuela de ballet del Teatro de la Scala de Milán, y del tenor Enrico Barbacini. Por parte de padre descendía de una familia de industriales de origen español. Inquieta, fue criada por su abuela Ida Cidonia Carnesecchi Coppini (“En definitiva, mi abuela Cidonia era para mí toda la familia. Claro que ella era muy estricta, a los veinte años  tenía que volver a casa a medianoche, de lo contrario me levantada con la escoba en la mano, pero también era la única persona que le daba espacio a mis deseos de trabajar en el arte”.)
Después de sus estudios en su ciudad natal, en la escuela artística de secundaria de las Ursulinas en la calle Lanzone, asistió al Instituto Politécnico de Lausana. Abrió su primer estudio en 1959, trabajando por entonces entre Milán y África Oriental.
Como arquitecto diseñó con otros el cementerio de Rozzano; de forma independiente firmó el proyecto de la casa-museo Remo Brindisi en Lido di Spina, inaugurada en 1973. Trabajó con Gio Ponti para la Casa bajo la hoja en Malo (Vicenza) y con Lucio Fontana. Frecuentó asiduamente la vanguardia milanesa de los años 60 y 70.
Ya en 1971 ganó el Premio de Diseño Industrial de Nueva York y en 1976 el primer Premio Saint Gobain de diseño; al tiempo participó en 1982 en la XL Bienal de Venecia. Tras una dilatada carrera, en 2013 sus obras formaron parte en 2013 en la colección permanente del Ministerio de Asuntos Exteriores. En 2014 expuso en el Museo Guggenheim de Nueva York en la retrospectiva dedicada a Gruppo Zero.
En 2018 organizó en la Iglesia de San Celso de Milán una exposición - acontecimiento titulada Global Chronotopic Experience, con el objetivo de revivir un Entorno Cronotípico en acero inoxidable laminado y Perspex, similar al creado por la artista en 1967 en la Galería Apollinaire de Milán. Una hábil combinación de geometrías de neón con materiales reflectantes y "amplificadores de luz" volvió a ser el contenido de la exposición en el Palazzo Reale de Milán, comisariada en su honor por Marco Meneguzzo en el verano de 2019.
Falleció el 16 de mayo de 2020 a la edad de 83 años.

## Obras
- 1964 - Labirinto cronotipico en la Quatrienal de Roma.
- 1982 - Exterior per Artventureen  en la Bienal de Venecia,  en el  Magazzini del Sale
- 1983 - Light progression
- 1983 - Light tree
- 1985 - Sun & Island alla Galleria Speciale di Bari
- 1993 - Light Progression Enviroment
- 1993 - Fly Away per Biasi Emilio & Figli, Verona
- 2005 - Goral
- 2005 - Base Line Totem
- 2018 - Global Chronotipic Experience

## Exposiciones
- 2014 - ZERO: Countdown to Tomorrow, 1950s - 60s, Museo Guggenheim, Nueva York
- 2018 - Global Chronotipic Experience, Iglesia de San Celso, Milán

## Premios y reconocimientos
- 1971 - Premio de Diseño Industrial de Nueva York, por la lámpara Golden Gate
- 1976 - Premio Saint Gobain de diseño
- 2020 - Compasso d'Oro a la Trayectoria